# Boheemse Woud
Het Boheemse Woud of Bohemerwoud (Tsjechisch: Šumava, Duits: Böhmerwald) is een 200 kilometer lang middelgebergte langs de grenzen van Duitsland, Oostenrijk en Tsjechië dat geografisch gezien uit drie aan elkaar verbonden delen bestaat. Op Duits grondgebied ligt het Beierse Woud. Het deel in Tsjechië, in de regio Zuid-Bohemen, wordt (ook) Bohemer Woud genoemd. Meer bepaald ligt dit gebied in de historische regio Bohemen. In Oostenrijk ligt de Raumeinheit Böhmerwald, een aangewezen natuurgebied.
Het woud vormt de waterscheiding tussen de Donau en de Moldau. Het hoogste punt is de Großer Arber (1456 m), die zich op Duits grondgebied, dus in het Beierse Woud bevindt. Een andere hoge berg is de Plöckenstein (Tsjechisch: Plechý) met een hoogte van 1378 m op de Oostenrijks-Tsjechische grens.
In Tsjechië ligt het Nationaal park Šumava. In het stroomgebied van de Moldau is het toerisme sterk in opkomst.

## Bezienswaardigheden
- Lipnomeer
- Blanský les
- Černé jezero

## Plaatsen
- Lipno nad Vltavou met skigebied Kramolin
- Frymburk
- Horní Planá
- Rožmberk nad Vltavou
- Volary
- Český Krumlov